# Kabasalan
Kabasalan est une localité de la province du Zamboanga Sibugay, aux Philippines. En 2015, elle compte 44 336 habitants.